# جيلان عبد المجيد
جيلان عبد المجيد واسمها عند الولادة جيلان صالح سعيد عبد السلام وهبة دبلوماسية فلسطينية، تعمل سفيرةً لفلسطين لدى جمهورية أيرلندا منذ 27 يناير 2020.

## حياتها
وُلدت جيلان وهبة في مدينة غزة في 25 أغسطس 1969.
تعمل جيلان في وزارة الخارجية الفلسطينية منذ عام 1995. وتحمل درجة الدكتوراه في التسويق من جامعة نيقوسيا القبرصية.
تشغل منذ تسليمها نسخة من أوراق اعتمادها في 27 يناير 2020 منصب سفيرة دولة فلسطين لدى جمهورية أيرلندا.
في 17 ديسمبر 2024، وبعد اعتراف جمهورية أيرلندا عام 2024 بدولة فلسطين. سلمت نسخة من أوراق اعتمادها بصفتها سفيرةً لدولة فلسطين مفوضة وفوق العادة إلى الرئيس الأيرلندي مايكل هيجينز.

## الحياة الشخصية
جيلان عبد المجيد متزوجة ولها 3 أولاد.